# 1260er
Portal Geschichte | Portal Biografien | Aktuelle Ereignisse | Jahreskalender | Tagesartikel

◄ |
12. Jh. |
13. Jahrhundert
| 14. Jh. | ►

◄ |
1230er |
1240er |
1250er |
1260er
| 1270er | 1280er | 1290er | ►

1260 |
1261 |
1262 |
1263 |
1264 |
1265 |
1266 |
1267 |
1268 |
1269

## Ereignisse
- 1260: Mongolen erobern und plündern Aleppo und weite Teile Nordsyriens.
- 1260: Die Mamluken unter Sultan Baibars I. besiegen die Mongolen in der Schlacht bei ʿAin Dschālūt.
- 1261: Byzantinische Truppen erobern unter der Führung von Michael VIII. Konstantinopel zurück, das 1204 durch westeuropäische Kreuzfahrer erobert wurde. Sie beseitigen das Lateinische Kaiserreich und stellen das Byzantinische Reich wieder her.
- 1265, 20. Januar: De Montfort’s Parliament, erstes repräsentatives Parlament der englischen Geschichte, konstituiert sich. Durch erstmalige Beteiligung von Bürgerlichen (Commons) gilt es als Gründungsinstitution des engl. Unterhauses.
- 1266, 26. Februar: Karl von Anjou, den Papst Clemens IV. insgeheim mit Sizilien als päpstlichem Lehen ausgestattet hat, siegt in der Schlacht bei Benevent, bei welcher König Manfred von Sizilien zu Tode kommt.
- 1268, 18. Februar: Die Russen besiegen eine deutsch-dänische Armee in der Schlacht bei Wesenberg und stoppen damit weitere Expansionsversuche.
- 1268, 23. August: Der letzte Staufer Konradin verliert im Kampf um sein italienisches Erbe die Schlacht bei Tagliacozzo gegen Karl I. von Anjou und wird nach einem Scheinprozess hingerichtet; dies markiert das Ende der Kaiserdynastie der Staufer.